# Druga szansa (amerykański serial telewizyjny)
Druga szansa – amerykański serial obyczajowy emitowany na antenie The CW od 18 stycznia 2010 do 18 stycznia 2011. W Polsce emitowany przez stację AXN oraz TVP1 i TVP Seriale.

## Opis fabuły
Serial opowiada historię 15-letniej dziewczyny Lux, która od urodzenia żyje w rodzinach zastępczych. W końcu przychodzi dzień, w którym postanawia poznać swoich biologicznych rodziców, ponieważ potrzebuje ich podpisów pod wnioskiem o usamodzielnienie (emancypację), by mogła żyć samodzielnie i nie trafiać więcej do rodzin zastępczych. Ojcem dziewczyny okazuje się być Nate Bazile – trzydziestokilkuletni mężczyzna, prowadzący bar w Portland, żyjący w niezbyt przyjaznych dzieciom warunkach i będący kompletnie zaskoczony faktem posiadania córki. Matką Lux jest Cate Cassidy, gwiazda lokalnego radia, absolwentka tego samego liceum, które ukończył Nate.
To właśnie dzięki biologicznemu ojcu Lux poznaje osobiście swoją biologiczną matkę, którą dotychczas uwielbiała za program prowadzony na antenie radia. Cate jest zaskoczona, ale jednocześnie i uradowana, że ma wreszcie okazję, by poznać swoją córkę. Przed tą dwójką dorosłych ludzi trudne zadanie, bowiem okaże się, że żadne z nich nie jest gotowe do roli rodzica.

## Obsada
- Brittany Robertson – Lux Cassidy
- Shiri Appleby – Cate Cassidy
- Kristoffer Polaha – Nathaniel "Baze" Bazile
- Kerr Smith – Ryan Thomas
- Reggie Austin – Jamie
- Austin Basis – Math